# Missionsdiözese
Der Begriff Missionsdiözese bezeichnet umgangssprachlich eine Diözese, die sowohl personell als auch finanziell von der Weltkirche abhängig ist. 

## Zuständigkeiten
Als ein formales Kriterium für eine Missionsdiözese gilt die Zuständigkeit des Dikasteriums für die Evangelisierung bei Bischofsernennungen, während für andere Diözesen das Dikasterium für die Bischöfe oder das Dikasterium für die orientalischen Kirchen zuständig ist (AG 29). Ein Wechsel von einer Missionsdiözese zu einer „normalen“ Diözese wird möglich, wenn die Missionsdiözese personell und finanziell aus eigener Kraft leben kann und der Wechsel kirchenpolitisch opportun erscheint. Am Weltmissionssonntag wird kirchlicherseits weltweit für die Missionsdiözesen Spenden gesammelt.
Zu den so genannten „Missionsdiözesen“ zählen fünf verschiedene Formen kirchlicher Einheiten:

### Mission sui iuris
Afghanistan, Turkmenistan, Tadschikistan und fünf kleine Inselgruppen sind acht Mission sui juris, denen ein vom Papst beauftragter Priester vorsteht.

### Apostolische Präfektur
Eine Apostolische Präfektur ist eine einer Diözese „gleichstehende“ Ortskirche (CIC 368), die aber noch nicht von einem Bischof geleitet werden muss, auch wenn der Verantwortliche alle Rechte eines Bischofs ausüben kann. Es gibt insgesamt 44 Apostolische Präfekturen, von denen sich die meisten in China befinden.

### Apostolisches Vikariat und Territorialprälaturen
Ein Apostolisches Vikariat oder Territorialprälatur ist eine Diözese „auf Probe“, die in der Vergangenheit grundsätzlich von einem Titularbischof geleitet wurde. Nachdem bei Territorialprälaturen bereits davon abgerückt worden war, verzichtete Papst Franziskus seit seinem Amtsantritt bei Ernennungen von Apostolischen Vikaren auf die Vergabe eines Titularsitzes, ohne dafür eine offizielle Regelung zu erlassen.

### Apostolische Administratur
Eine Apostolische Administratur wird „wegen besonderer und wirklich schwerwiegender Gründe vom Papst nicht als Diözese errichtet“ aber „einem Apostolischen Administrator übertragen, der sie im Namen des Papstes zu leiten hat“ (CIC 371,2). Die neun Administraturen sind unter anderem in Osteuropa und Zentralasien zu finden.